# Liberia aux Jeux olympiques
Le Liberia participe aux Jeux olympiques depuis les Jeux olympiques d'été de 1956 à Melbourne. Aucun sportif libérien n'a été aligné lors des Jeux olympiques d'hiver. De plus, aucune médaille n'a été remportée par le pays depuis sa première participation.
Les sportifs libériens peuvent participer aux Jeux grâce au comité national olympique du Liberia, créé en 1954 et reconnu en 1955 par le comité international olympique, qui sélectionne les sportifs pouvant concourir aux Jeux.